# Бинни, Иэн
Достопочтенный Уи́льям И́эн Корне́йл Би́нни (англ. William Ian Corneil Binnie; род. 14 апреля 1939) — действующий судья Верховного суда Канады. Младший судья (с 1998 года). Срок его службы может длиться до 2014. На этот пост он был назначен либеральным премьер-министром Жаном Кретьеном.
Бинни родился в Монреале. В 1960 году окончил Университет Макгилла и продолжал обучение праву в Кембриджском и Торонтском университетах. С 1967 по 1982 годы занимался юридической практикой в фирме Wright & McTaggart, затем работал помощником министра юстиции в Правительстве Канады. В 1998 году назначен в Верховный суд, где заменил Джона Сопинку. Как и его предшественник, Бинни никогда до своего назначения в Верховный суд не работал судьёй.